# Lamerica

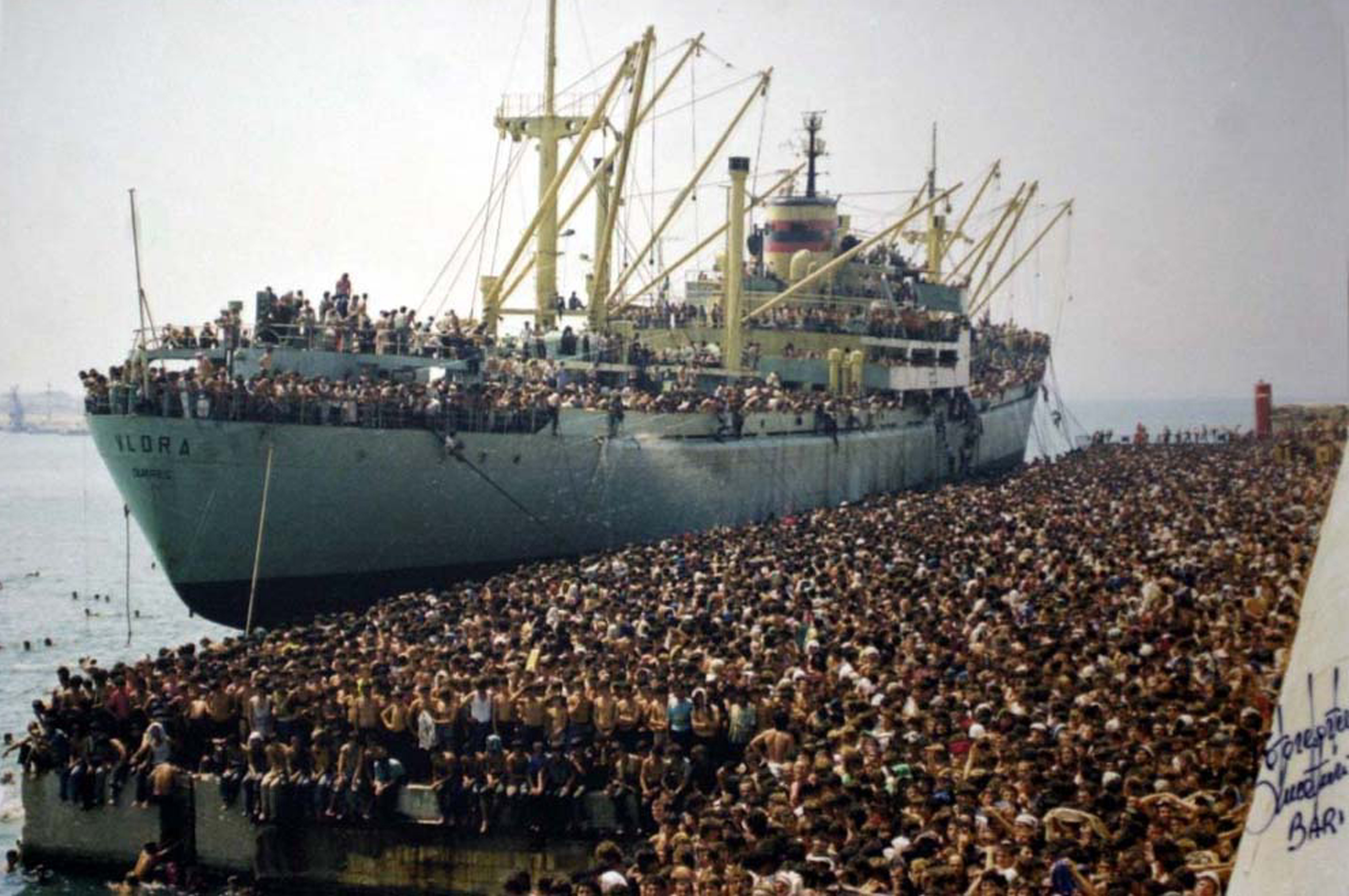
Die Vlora mit albanischen Flüchtlingen in Bari

Lamerica ist ein Spielfilm und preisgekröntes Sozialdrama aus dem Jahre 1994 von Gianni Amelio. Anregung zum Film waren die Ereignisse von 1991, als Zehntausende Albaner auf überfüllten Schiffen wie der Vlora über die Adria nach Italien flüchteten.

## Inhaltsangabe
Albanien 1991 – im einst isolierten Land herrscht nach dem Zusammenbruch des sozialistischen Regimes das Chaos. Der ausgebuffte Fiore (Michele Placido – „Allein gegen die Mafia“) und der arrogante, unsympathische 28-jährige Yuppie Gino (Enrico Lo Verso) sind elegante italienische „Unternehmer“, die nach Albanien kommen, um für wenig Geld eine Schuhfabrik zu kaufen. Sie geben vor, diese wieder aufbauen zu wollen, um dann die Subventionen in die eigene Tasche zu stecken. Doch für diesen Kauf benötigen sie einen einheimischen Strohmann, der möglichst unbedarft bis einfältig sein sollte – perfekt wäre ein Widerstandskämpfer gegen den Kommunismus. So stöbern sie durch heruntergekommene ehemalige Arbeitslager und treffen auf Menschen, denen man ansehen kann, dass sie Grausamkeiten ausgesetzt waren. Doch dies prallt an den beiden ab. Schließlich finden Fiore und Gino einen verstörten, alten Mann: Spiro Tozaj (alias Michele Tallarico) (Carmelo Di Mazzarelli) – ein politischer Strafgefangener und italienischer Veteran des Zweiten Weltkriegs. Er ist leicht verwirrt und völlig verarmt, so dass er als perfekte Wahl erscheint, bis er kurz vor Vertragsabschluss unerwartet verschwindet.
Nun muss Gino den 80-jährigen „Präsidenten“ ihrer Scheinfirma in den albanischen Bergen wiederfinden, wobei er mit den schwierigen Verhältnisse, mit denen die Menschen Albaniens zurechtkommen müssen, und großer Armut konfrontiert wird. Hier gelten andere Regeln.
Schließlich wird Ginos Jeep total ausgeraubt. Darunter die Autoreifen und die schicken Schuhe, die er Spiro gab. Alles ist weg – nur nicht seine arrogante „Ich bin Italiener“-Attitüde. Da aber auch Ginos Pass weg ist, muss er sich als Albaner ausgeben, um als Flüchtling nach Italien zu kommen. Daraufhin schließen sich der junge Schnösel Gino und der alte Spiro einer Gruppe von albanischen Armutsflüchtlingen an, die sich auf der Suche nach einem besseren Leben nach Italien aufmachen – zunächst auf einem Lastwagen. Weit weg von seinen italienischen Wurzeln, beginnt sich Gino zu wandeln. Gemeinsam mit Spiro besteigt Gino schließlich mit den anderen Auswanderern ein Schiff, das die Flüchtlinge „Lamerica“ nennen und das sie nach Italien bringen soll.
Auf seiner Reise lernt Gino auch das tragische, persönliche Schicksal von Spiro kennen, der eigentlich Italiener ist: Er desertierte als junger Kerl wie viele andere und tauchte dann als Albaner unter. Er wähnt sich immer noch in seiner Jugendzeit und möchte zurück nach Sizilien – zu seiner Verlobten.
Der albanische Exodus entspricht dem italienischen Auswanderungswellen in die USA, so dass Spiro glaubt, dass dies das eigentliche Ziel ihrer Reise ist. So bezieht sich auch der Titel des Films „Lamerica“ auf die Hoffnung auf das gelobte Land: Was für die Albaner Italien ist, war für die Italiener einst Amerika.

## Preise
- 1994 Europäischer Filmpreis – „Bester Film“
- 1994 Internationale Filmfestspiele von Venedig – vier Preise (darunter „Beste Regie“)
- 1995 Mostra Internacional de Cinema de São Paulo – „Kritikerpreis“
- 1995 David di Donatello Preis – „Beste Kamera“, „Beste Filmmusik“, „Bester Sound“
- 1995 Nastro d’Argento (dt.: „Silbernes Band“) – „Beste Regie“, „Beste Kamera“
- 1995 Goya Filmpreis – „Bester Europäischer Film“

## Rezensionen
Dieses Drama ist eine sehr berührende und eindrucksvolle Bestandsaufnahme. Mit großer Skepsis zeigt der Film eine düstere Vision über den Verlust von Würde und Identität – für den Einzelnen wie für ein ganzes Volk. „Ein ruhiges, intensives, poetisches, aber realitätsnahes Roadmovie, das unter die Haut geht“ (Cinema).
Im Film entdeckt Spiro Toiza seine italienische Identität als Michele wieder und glaubt am Ende des Films, dass sich das Schiff auf den Weg nach New York mache, während andererseits Gino alle Nachweise für seine italienische Identität verloren hat und auf dem Boot voller Albaner selbst wie einer von ihnen aussieht. Diese beiden Handlungsstränge „fordern Italiens koloniale Vergangenheit heraus und erzwingen dadurch die Neudefinition des Identitätsbegriffs. Wer ist Italiener? Und was bedeutet es, Italiener zu sein?“ („challenge Italy's colonial past and in so doing force the redefinition of the notion of identity. Who is Italian? And what does it mean to be Italian?“)
TV Guide gibt dem Film vier Sterne und ist der Meinung, dass er ein verwegen-ernüchterndes Porträt des postkommunistischen Europas in moralischer Finsternis ist – mit Leidenschaft und außerordentlicher Anmut vom italienischen Regisseur Gianni Amelio (Gestohlene Kinder) inszeniert. („A boldly chilling portrait of post-Communist Europe in moral eclipse, directed with passion and singular grace by Italian Gianni Amelio (STOLEN CHILDREN).“)
Janet Maslin schreibt in The New York Times, „die Synthese des Films von Tatsachen und Fiktion ist anmutig verwirklicht“ („The film's synthesis of fact and fiction is gracefully achieved“) und bringt ihre Hoffnung zum Ausdruck, dass nach der Aufführung von Lamerica beim New York Film Festival (1995) Amelio viel bekannter werden würde („emerge … much more widely known“).

### Bücher
- Ruth Ben-Ghiat: The Cinema of Italy. Wallflower Press, London 2004, ISBN 1-903364-99-X, S. 245 ff.

### Artikel über Lamerica
- Deborah Young in: Variety (New York), 12. September 1994
- Louis Menashe in: Cineaste (New York), Vol. 21, No. 4, 1995
- Janet Maslin: Film Festival Review; Scheming Italians In Troubled Albania, in: The New York Times, 4. Oktober 1995
- Jay Carr in: Boston Globe, 20. Dezember 1995
- Michael Wilmington in: Chicago Tribune, 24. Dezember 1995
- Gary Crowdus, Richard Porton: „Beyond Neorealism: Preserving a Cinema of Social Conscience“, in: Cineaste (New York), Band 21, Nr. 4, 1995
- Michael J. Agovino: His Mind Fixed on the Moment, Eyes on the Past, in: The New York Times, 17. Dezember 1995
- Caryn James: The Little Things Mean a Lot^, in: The New York Times, 17. Dezember 1995
- Daniel Winkler: Gianni Amelio, ‚Lamerica / Lamerica‘ (1994), in: Andrea Grewe, Giovanni di Stefano (Hrsg.): Italienische Filme des 20. Jahrhunderts in Einzeldarstellungen. Erich Schmidt, Berlin 2015, S. 391–407.
- Daniel Winkler: Questioni meridionali, questioni europee? Ethnische und kulturelle Alterität im italienischen Kino der Gegenwart. Mit einem Exkurs zu Gianni Amelios ‚Lamerica‘, in: Quo vadis Romania? Zeitschrift für eine aktuelle Romanistik. Nr. 33 (2009), S. 39–52.